# Sheehans syndrom
Sheehans syndrom är en ovanlig komplikation som kan drabba kvinnor under eller efter svåra barnafödslar med en stor blödning, där en del av hypofysen nekrotiserar på grund av blodförlust.
Detta resulterar i en underproduktion av hypofyshormon, vilket i sin tur ger systemiska symtom.
Förhållanden som kan öka risken för blödning under förlossningen och Sheehans syndrom inkluderar födsel av flera barn (exempelvis tvillingar eller trillingar) samt problem i moderkakan. Symptom på Sheehans syndrom är bland annat trötthet, oförmåga att amma, lågt blodtryck, frånvarande menstruation samt håravfall på könet och i armhålan.
För att behandla tillståndet ges hormonersättning, där de kvinnliga könshormonerna östrogen och gestagen ersätts, åtminstone fram till menopausen. Även adrenala hormoner och sköldkörtelhormon måste tas under resterande livet.
Sjukdomen beskrevs av den engelske patologen Harold Leeming Sheehan.